# Андреевка (Воскресенский район)
Андреевка— деревня в Воскресенском районе Саратовской области. Входит в состав сельского поселения Елшанского муниципального образования.

## География
Находится на расстоянии примерно 30 километр по прямой на запад-северо-запад от районного центра села Воскресенское. Чуть южнее проходит региональная автотрасса Р228.

## История
Деревня была основана в XVIII веке, какое-время принадлежала грузинскому царевичу Георгию. Церковь была построена в 1908 году. По сведениям 1910 года в Андреевке в 192 домохозяйствах проживало 928 человек. В послевоенный период Андреевка являлась центральной усадьбой колхоза «Россия».

## Население
Население составляло 373 человека в 2002 году (75 % русские), 291 в 2010.

## Инфраструктура
В деревне работают основная школа, дом культуры, отделение связи, фельдшерско-акушерский пункт, магазины, фермерские хозяйства.